# Бильярдный стол

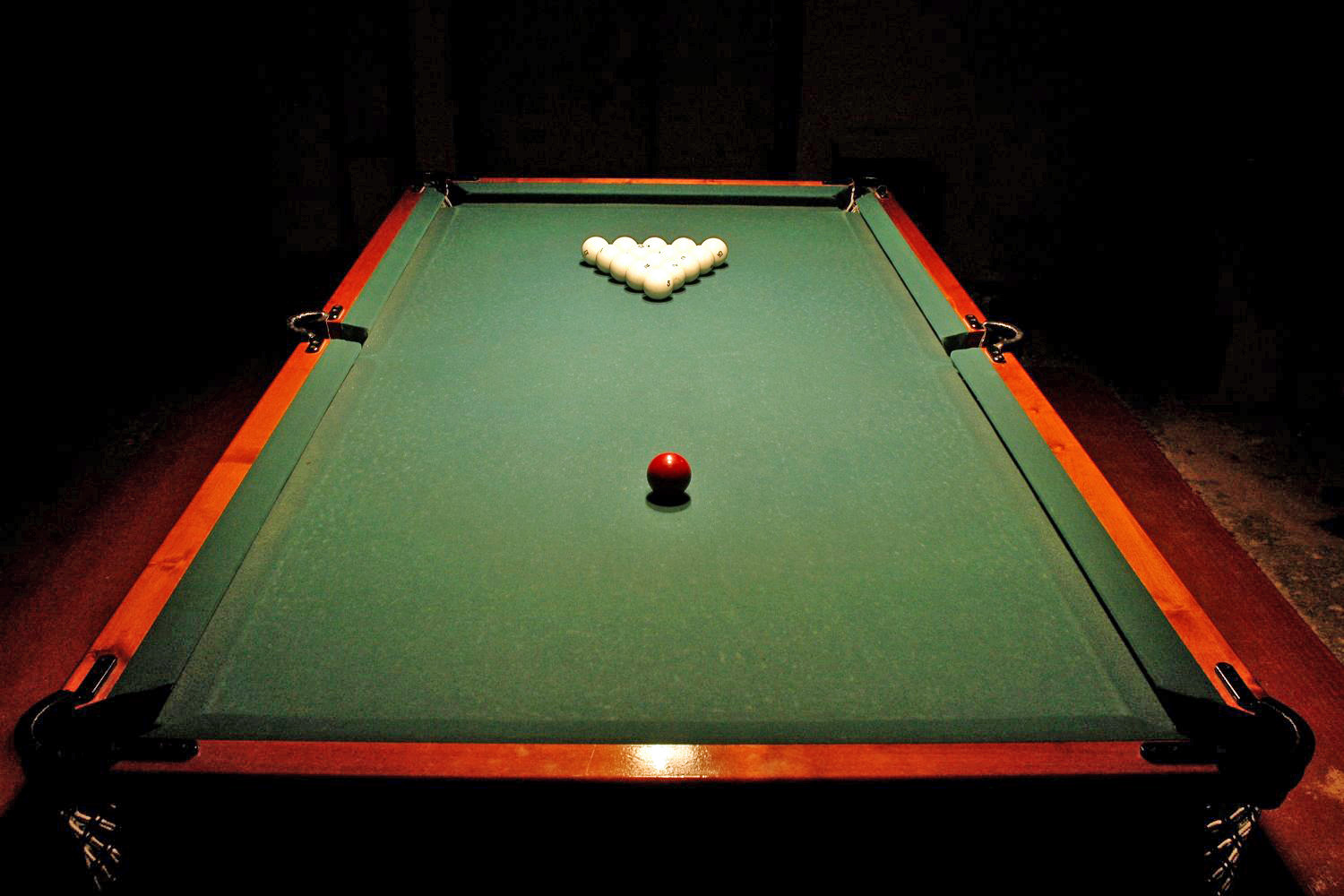
«Маленький» стол для Русского бильярда

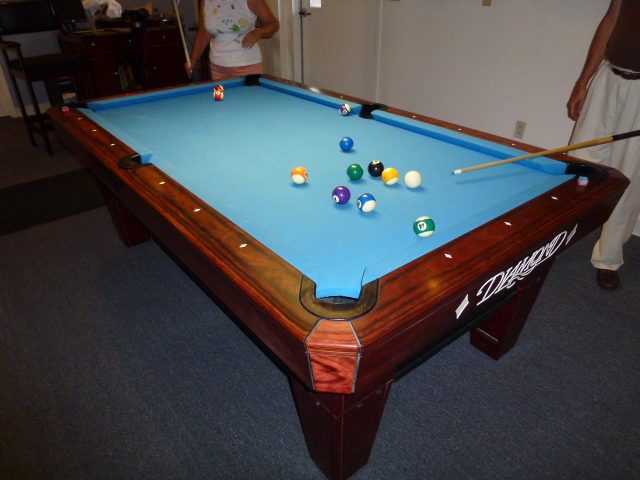
Клубный стол для пула.

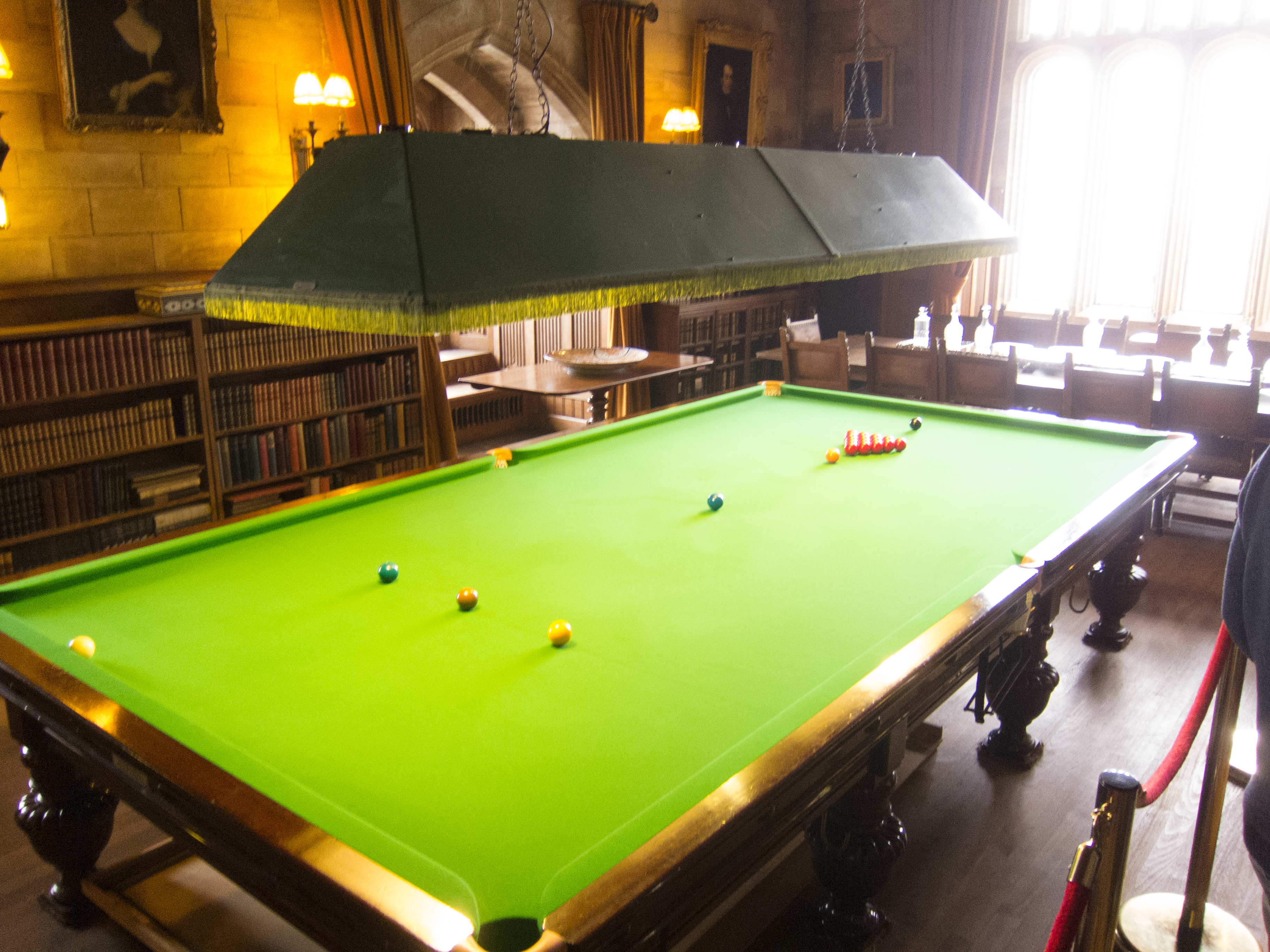
Стол для снукера

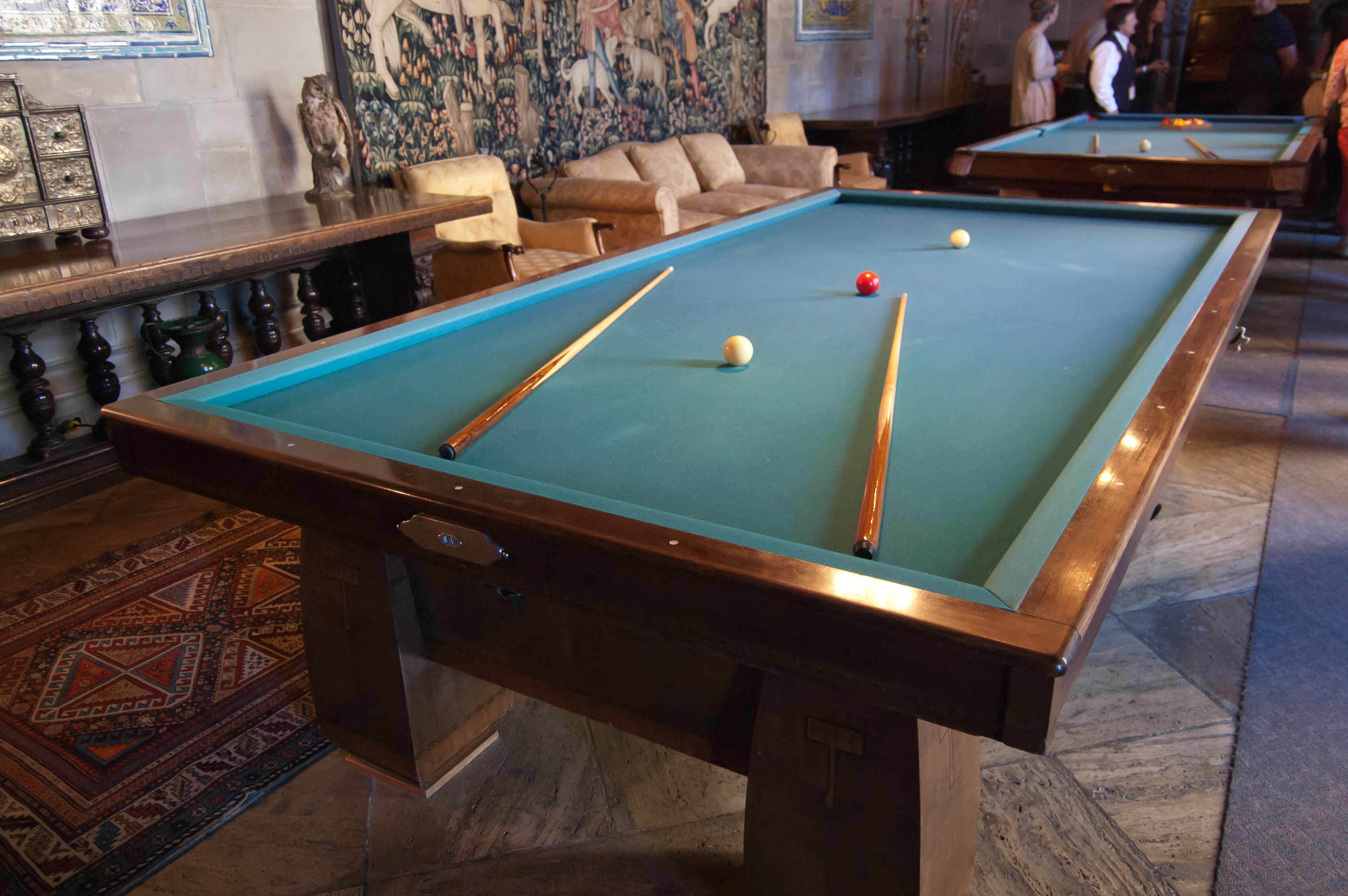
Стол для карамболя

Билья́рдный стол (Бильярд) — специальный стол, сконструированный и оборудованный для игры в бильярд.

## Конструкция
Бильярд как правило, представляет собой обтянутый сукном стол с шестью подвешенными к углам лузами с бортами, для игры специальными шарами при помощи кия.
Бильярдный стол состоит из рамы, столешницы, основания игровой поверхности, опор, бортов и луз.
Плиты стола изготавливаются из дерева или камня — сланца; соответственно, они различаются по качеству и цене. Параметры и характеристики игрового поля зависят от технологии и материалов их изготовления. Обычно длина бильярдного стола ровно в два раза больше его ширины. Размер стола чаще всего варьируется от 8х4 до 12х6 футов (2240х1120 и 3500×1750 мм соответственно).
Цвет сукна — зелёный (реже — синий или красный, встречается на столах для пула). На современных столах используется сукно различных цветов (по желанию заказчика), от традиционных оттенков зелёного цвета до бежевых, фиолетовых, голубых и пр..
Размеры и формы луз различаются в разных видах бильярда (в карамболе лузы отсутствуют).

## Определение изсловаря Даля
БИЛЬЯРД, м. — род стола с закраинами (бортами) и шестью подвесными к углам и посреди длинных краев кошелями (лузами), для известной игры, и сама игра, посредством кия и костяных шаров. Бильярд составлен из двух круглых четырёхугольников (квадратов), устанавливается и укрепляется по уровню и обтягивается сукном, без шва.

## Размеры бильярдных столов по видам игры

### Русская пирамида
В русском бильярде используются столы от 6 до 12 футов (наиболее распространены 9-12 футов).

Игровое поле:
- 6 футов: 180×90 см
- 7 футов: 198×99 см
- 8 футов: 224×112 см (иногда — 235×115 см для игрового поля)
- 9 футов: 254×127 см
- 10 футов: 284×142 см
- 11 футов: 320×160 см
- 12 футов: 350×175 см

Особенности: Используются кии длиной 135—165 см и шары диаметром 60-68 мм (меньшие шары для столов до 8 футов, см. бильярдный шар).

### Американский пул
Размеры столов: 6-9 футов (стандарт — 8-9 футов).

Игровое поле:
- 7 футов: ~198×99 см
- 8 футов: ~224×112 см (иногда — 223×111,5 см)
- 9 футов: ~254×127 см

Особенности: Используются кии длиной ~145 см, шары меньшего диаметра, чем в русском бильярде.

### Снукер
Размеры столов 10-12 футов (профессиональные турниры — 12 футов).

Игровое поле:
- 10 футов: ~284×142 см (близко к русскому 10-футовому столу)
- 12 футов: 350×175 см (стандарт для турниров)

Особенности: Используются кии длиной ~145 см. Профессиональные столы оснащены подогревом. Под сланцевыми плитами столешницы размещаются большие электрические нагревательные панели. Эти панели нагревают сланцы примерно до 45°С, что высушивает и слегка натягивает ткань, что важно во влажном британском климате. Через сукно температура ощущается комфортной ~20°С.

### Карамболь
Упоминаются 10-футовые столы (305×152 см), но в русскоязычных источниках чаще ассоциируется с европейскими стандартами, нежели с местной практикой.